# 填漆
填漆又名填彩漆，是一種漆器工藝。

## 工藝
填漆製作方法是先在漆器上印刻紋飾，然後再紋飾內填入色漆，待其乾後磨平，呈現出光滑平整的效果。

## 歷史
在古代，以中國的填漆技藝最為優秀。填漆在中國的發展歷史悠久，江蘇武進縣南宋墓出土“填朱漆斑紋地戧金山水花卉紋長方盒”中的盒面為柳塘圖，空地細鉤了密密麻麻的圓點紋，圓點內皆以填漆的工藝填上了朱漆，展示了填漆技法的雛形。填漆工藝在明朝和清朝越趨成熟。清朝乾隆年間的“填漆戧金鳳紋蓮瓣式捧盒”兼用填、描二法，技藝登峰造極，可謂明清填漆的代表性作品。